# Phaloria insularis
Phaloria insularis är en insektsart som först beskrevs av Bolívar, I. 1912.  Phaloria insularis ingår i släktet Phaloria och familjen syrsor. IUCN kategoriserar arten globalt som otillräckligt studerad.

## Underarter
Arten delas in i följande underarter:
- P. i. insularis
- P. i. karnyi